# Pálli (Évros)
Pálli (grec moderne : Πάλλη) est une localité située dans le dème d'Orestiáda, dans le district régional d'Évros, dans la periphérie de Macédoine-Orientale-et-Thrace, en Grèce.
La localité appartient au district municipal de Trígono et à la communauté municipale de Díkaia. Selon le recensement de 2021, elle compte 113 habitants.